# Chibi Online
Chibi Online est un jeu de rôle en ligne massivement multijoueur développé et édité par Beijing Perfect World.
L'histoire se déroule durant la période des Trois Royaumes de Chine. Le jeu utilise le moteur graphique Element3D, lui aussi conçu par Beijing Perfect World. Le système de jeu ressemble à celui de World of Warcraft.